# Donge
Il Donge è un fiume facente parte del delta del Reno, della Mosa e della Schelda che scorre nella provincia del Brabante Settentrionale nei Paesi Bassi. Il fiume non ha una sorgente vera e propria ma questo è formato da acque sotterranee e piovane provenienti da un'ampia zona. Il corso superiore del fiume è separato da quello inferiore dal Canale Wilhelmina all'altezza di Dongen. Il Donge termina nei pressi di Geertruidenberg nel punto in cui si incontra con il canale Bergsche Maas, e lo Spijkerboor per andare a formare l'Amer.